# 발라바르만
발라바르만(Balavarman)은 사무드라바르만의 아들이자 후계자로, 398년부터 422년까지 카마루파를 다스렸다.

## 치세
그는 그의 이름과 용기에 반영된 엄청난 양의 체력으로 유명하다. 그의 군인들은 항상 적과 맞서서 최전방에 섰다. 발라바르만은 사무드라굽타와의 관계에도 불구하고 그와 전쟁을 벌였다.

## 가족
그의 아내 이름은 라트나바티로 칼랴나바르만을 낳았다. 그는 딸 암리타프라바를 위해 스와얌바라를 주선했는데, 아리아바르타의 여러 나라의 왕자들이 참석하였다. 칼하나의 라자란지니는 이 사건에 대해 자세히 설명한다. 공주는 결국 카슈미르의 왕자 메가바하나를 신랑으로 받아들였다. 암리타프라바는 카슈미르에 수많은 불교 승원들을 세웠다.